# Треспадерне
Треспадерне (ісп. Trespaderne) — муніципалітет в Іспанії, у складі автономної спільноти Кастилія-і-Леон, у провінції Бургос. Населення — 1099 осіб (2010).
Муніципалітет розташований на відстані близько 270 км на північ від Мадрида, 55 км на північний схід від Бургоса.
На території муніципалітету розташовані такі населені пункти: (дані про населення за 2010 рік)
- Арроюело: 36 осіб
- Кадіньянос: 56 осіб
- Паласуелос-де-Куеста-Уррія: 6 осіб
- Сантотіс: 36 осіб
- Тарталес-де-Сілья: 3 особи
- Треспадерне: 958 осіб
- Віруес: 4 особи

## Демографія
Динаміка населення (INE ):